# Тэраяма, Сюдзи
Сюдзи Тэраяма (яп. 寺山 修司 Тэраяма Сю:дзи, [teɺ̠ajama ɕü̜ːʥi], 10 декабря 1935, Хиросаки, префектура Аомори — 4 мая 1983, Токио) — японский поэт, драматург, писатель, театральный и кинорежиссёр, фотограф и спортивный обозреватель (бокс и конные скачки). Был известен также склонностью к организации уличных представлений и демонстраций. Умер от цирроза печени.

## Стилистическая характеристика
Творчество Тэраямы отличают самобытность, буйная фантазия, провокационный тон, богатство поэтических ассоциаций, интеллектуальная полемичность и заострённость в сочетании с жёсткой оппозицией академизму; пристрастие к ярким визуальным и театральным эффектам; частое обращение к насыщенной (а иногда и гротескной) эротической образности; значительная роль, уделяемая материнской фигуре и темам, связанным с «эдиповым комплексом»; критическое отношение к пережиткам феодального общественного устройства, парадоксально перемежающееся с ностальгией по уходящему в прошлое традиционному укладу деревенской жизни.
Многие произведения Тэраямы выросли из противоречивых влияний молодёжной контр-культуры 1960-х годов, критического осмысления западного воздействия на японское общество и богатых фольклорных традиций сельской Японии. Управляя собственным независимым театром «Тэндзё Садзики» и регулярно снимая авторское кино, Тэраяма проявил себя также как харизматичный лидер и незаурядный организатор. На протяжении своей творческой карьеры он сумел вовлечь в свои художественные начинания представителей самых разных слоёв японского общества: от трудновоспитуемых уличных подростков до выдающихся актёров, музыкантов (J. A. Seazer (яп.), Кан Миками (яп.)), поэтов (Сюнтаро Таникава), фотографов (Эйко Хосоэ и Хадзимэ Саватари), кинооператоров (Тацуо Судзуки) и художников (Ёкоо Таданори, Aquirax Uno (яп.)).

### Пьесы (неполный список)
- Горбун из Аомори (青森県のせむし男, Аомори кэн но сэмуси отоко);
- Преступление толстушки Оямы (大山デブコの犯罪, О̄яма дэбуку но ханзай);
- Мария в мехах (毛皮のマリー, Кэгава но марӣ; фр. La Marie-vison);
- Выбрось книги, вали на улицу! (書を捨てよ街へ出よう, Сё о сутэйо мати э дэйоː);
- Наш век разъезжает на цирковом слоне (時代はサーカスの象に乗って, Дзидай ва са̄касу но дзо̄ ни нотте);
- Yes (イエス, Иэсу);
- Еретики (邪宗門, Дзясю̄мон);
- Knock (ノック, Нокку);
- Указания для прислуги (奴婢訓, Нухикун; англ. Directions to servants);
- Синтокумару (身毒丸);
- Лемминги (レミング, Рэмингу);
- Прощание с кино (映画館への別れ, Эːгакан э но вакарэ);

## Фильмография

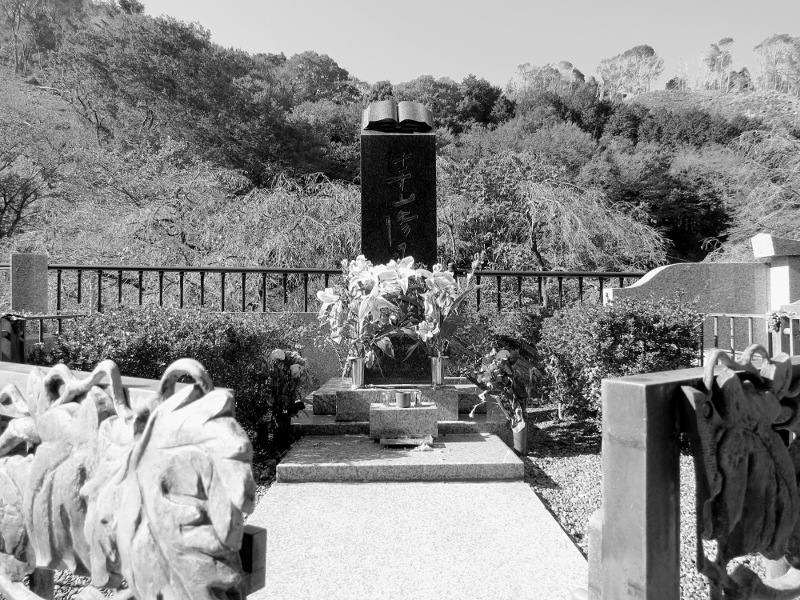
Могила Сюдзи Тэраямы на кладбище Такао

### Полнометражные кино- и видеоработы
- Император Томатный кетчуп (トマトケッチャップ皇帝, Томато кеччаппу котэː) (1971, англ.)
- Выбрось книги, вали на улицу! (書を捨てよ、町へ出よう, Сё о сутэйо, мачи э дэйо) (1971, англ.)
- Пастораль. Умереть в деревне (田園に死す, Дэнъэн ни сису) (1974, англ.)
- Боксёр (ボクサー, Бокуса̄) (1977)
- Плоды страсти (上海異人娼館, Сянхай идзин сё̄кан; фр. Les Fruits de la passion) (1981, англ.)
- Лабиринт травы (草迷宮, Куса Мэːкю̄) (1983, англ.)
- Видео-переписка с Сюнтаро Таникавой (寺山修司&谷川俊太郎ビデオ・レター, Тэраяма Сю̄дзи & Таникава Сюнтаро̄・Бидэо рэта̄; англ. Video Letter); (1983)
- Прощание с ковчегом (さらば箱舟, Сараба хакобунэ) (1984, англ.)

### Избранные короткометражные кино- и видеоработы
- Кошковедение (猫学, Нэкогаку) (1960) (утерян);
- Клетка (檻, Ори) (1964);
- Введение в кинематограф для молодёжи (青少年のための映画入門, Сэисё̄нэн но тамэ но эːга ню̄мон) (1974);
- Кинотени: двухголовая девушка (二頭女−映画の影, Нито̄ онна — Эːга но кагэ) (1977);
- Прибор для чтения (書見機, Сёкэн ки) (1977);
- Лабиринт в траве (草迷宮, Куса Мэːкю̄) (в сборнике Collections Privées) (1979).

## Фотоальбомы
- Photothèque imaginaire de Shuji Terayama: Les gens de la famille Chien Dieu (寺山修司・幻想写真館・犬神家の人々, Тэраяма Сю̄дзи・Гэнсо̄ сясин-кан・Инугамикэ но хитобито) (1975)